# أنيتا بي. برودي
أنيتا بي. برودي (بالإنجليزية: Anita B. Brody)‏ هي قاضية ومحامية أمريكية، ولدت في 25 مايو 1935 في بروكلين في الولايات المتحدة.